# Gottfried (Arnulfinger)
Gottfried, auch Godefrid († 720/726), war ein Sohn von Drogo und der Anstrudis, sowie ein Ururenkel von Arnulf von Metz und ein Neffe von Grimoald des Jüngeren.
Gottfried und seine Brüder Arnulf und Pippin wurden von ihrem Halbonkel Karl Martell inhaftiert. Vermutlich starb er dann während der Gefangenschaft. Die Möglichkeit besteht aber, dass er Mönch in einem Kloster war. Seine Begräbnisstätte ist unbekannt.